# Offley
Offley är en civil parish i Storbritannien.   Den ligger i grevskapet Hertfordshire och riksdelen England, i den södra delen av landet, 50 km norr om huvudstaden London. Antalet invånare är 1 307.